# Bothriechis aurifer
Bothriechis aurifer — отруйна змія з роду Пальмова гадюка родини Гадюкові (Viperidae).

## Поширення
Зустрічається на сході мексиканського штату Чьяпас і на півночі Гватемали.

## Опис
Довжина близько 70 см, іноді — більше 1 м. Тіло яскраве, яскраво-зеленого забарвлення (часто з блакитним відтінком) з чорними плямами. Черево трохи світліше, жовте.

## Спосіб життя
Мешкає у гірських дощових лісах, дубових гаях. Іноді зустрічається у вторинних лісах і на плантаціях.